# With All of My Heart - The Greatest Hits
With All Of My Heart - The Greatest Hits est un album de compilation, composé de chansons variées venant des quatre albums de ZOEgirl. Deux chansons viennent de leur tout premier album, quatre viennent de l'album Life, quatre autres viennent de Different Kind of Free, et trois viennent de leur dernier album, Room to Breathe. En plus de ces treize pistes, il y a deux nouvelles chansons: Unchangeable and One Day. Ces deux dernières chansons sont seulement disponible sur cet album de compilation. Il est de style rock chrétien.

## Pistes
1. "With All Of My Heart" (de l'album Life)
2. "I Believe" (de leur tout premier album)
3. "One Day" (nouvelle chanson)
4. "You Get Me" (de Different Kind of FREE)
5. "About You" (de Room to Breathe)
6. "Unchangeable" (nouvelle chanson)
7. "Dismissed" (de l'album Life)
8. "Beautiful Name" (de Different Kind of FREE)
9. "Give Me One Reason" (de leur tout premier album)
10. "Plain" (de l'album Life)
11. "Scream" (de Room to Breathe)
12. "Even If" (de l'album Life)
13. "Feel Alright" (de Different Kind of FREE)
14. "Dead Serious" (de Room to Breathe)
15. "Different Kind of FREE" (de Different Kind of FREE)

## Succès sur les chartes
- #42 - Billboard Christian